# Anemesia birulai
Anemesia birulai är en spindelart som först beskrevs av Sergei Aleksandrovich Spassky 1937.  Anemesia birulai ingår i släktet Anemesia och familjen Cyrtaucheniidae.
Artens utbredningsområde är Turkmenistan. Inga underarter finns listade i Catalogue of Life.